# Biblioteca Musical G. Greggiati
A Biblioteca Musical G. Greggiati é uma biblioteca da Itália, localizada na comuna de Ostiglia.
A biblioteca foi formada com a coleção de manuscritos musicais de don Giuseppe Greggiati (1793 - 1866), doada em testamento à comuna. Está atualmente instalada no Palazzo Foglia, e sua coleção compreende manuscritos autógrafos de importantes compositores, como Gioseffo Zarlino, Vincenzo Galilei, Giovanni Artusi, bem como edições antigas de obras teóricas e partituras de Charles Burney, Johann Joseph Fux, Joseph Haydn, Johann Sebastian Bach, Wolfgang Amadeus Mozart, Saverio Mercadante, Gioachino Rossini, Giuseppe Verdi e muitos outros. Também possui uma seção de gravuras antigas e de manuscritos medievais, como um dos fragmentos do Codex Rossi.